# العكد (الحرث)

تعديل مصدري - تعديل

العكد محلة تابعة لقرية رهوان السفلى، التابعة لعزلة الحرث بمديرية بعدان إحدى مديريات محافظة إب في الجمهورية اليمنية، بلغ تعداد سكانها 110 حسب تعداد اليمن لعام 2004.